# Potentilla gordiaginii
Potentilla gordiaginii är en rosväxtart som beskrevs av Sergei Vasilievich Juzepczuk. Potentilla gordiaginii ingår i Fingerörtssläktet som ingår i familjen rosväxter. Inga underarter finns listade i Catalogue of Life.